# Nelson Ricardo Lopes
Nelson Ricardo Lopes (Jaú, 18 de março de 1977) é um ex-futebolista brasileiro que atuava como lateral direito. 

## Carreira
Em 2008 foi contratado pelo Internacional de Porto Alegre onde chega a conquistar a titularidade, mas após fracas atuações é colocado na reserva e posteriormente dispensado. Em janeiro de 2009, voltou ao Sertãozinho, clube pelo qual havia sido emprestado ao Internacional. Em  2013, assinou contrato para disputar o Campeonato Paulista Segunda Divisão pelo XV de Jaú.

## Títulos
Internacional
- Copa Sul-Americana: 2008[1][2]